# Катастрофа на железнодорожном переезде в Никопольском районе (2010)

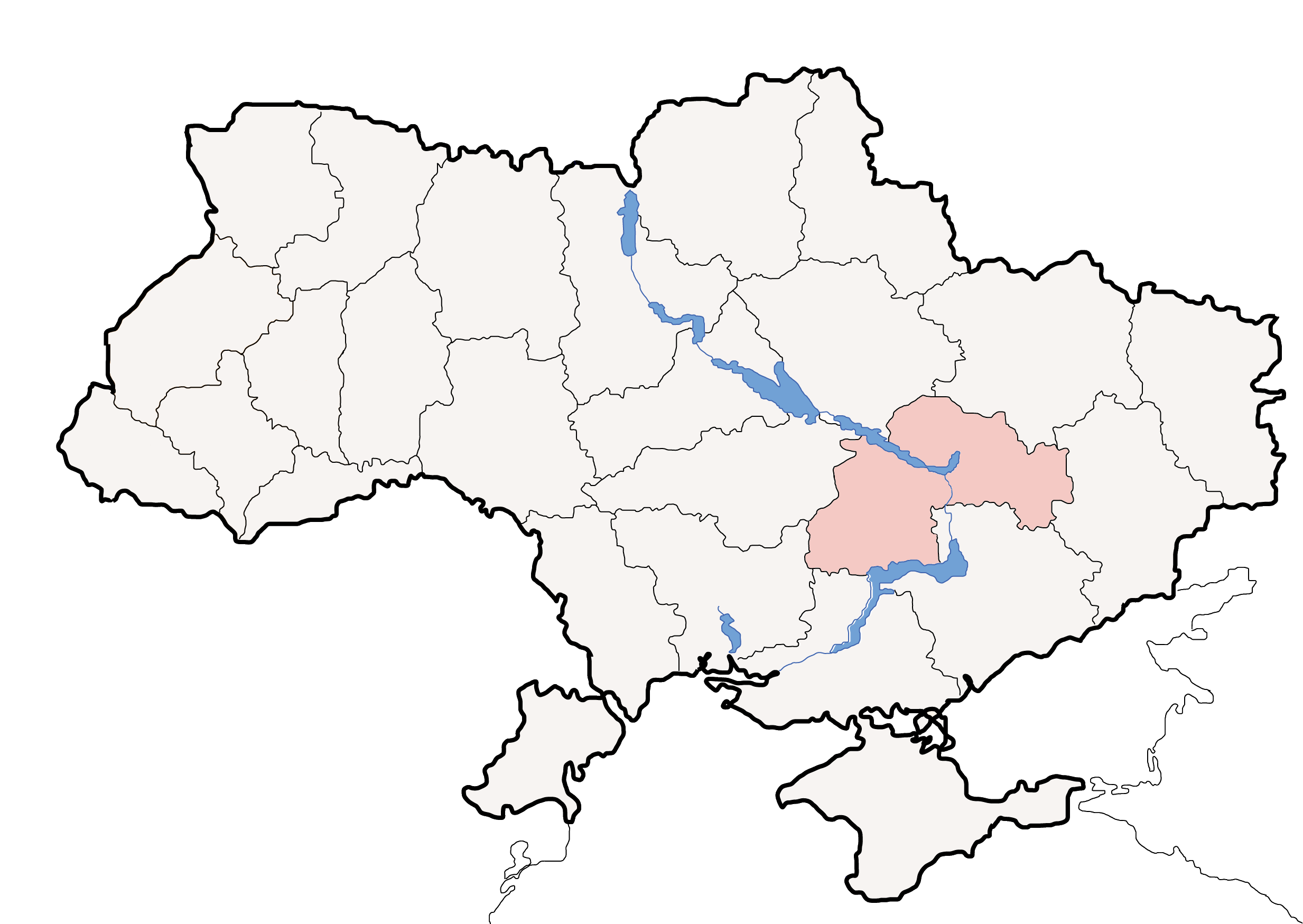
Днепропетровская область

Марганецкая катастрофа — масштабное ДТП возле города Марганца, Днепропетровской области Украины. В результате столкновения пассажирского автобуса с двухсекционным электровозом погибли 45 человек.
Эта катастрофа по числу жертв является крупнейшей на Украине с момента обретения ею независимости в 1991 году и одной из крупнейших в мире за всю историю катастроф подобного рода. Предыдущая крупнейшая по числу жертв авария на Украине произошла 16 мая 2004 года на переезде возле села Кирнички Измаильского района Одесской области, и являлась уменьшённым аналогом данной аварии, когда при столкновении автобуса и товарного поезда погибло 15 человек, 24 получили травмы различной степени тяжести. Также была авария с большим количеством жертв, но с меньшим количеством пострадавших произошла на переезде в с. Новоселовка Саратского района 2 июня 2005 года в 15.15: произошло столкновение автобуса ЛАЗ 699р, следовавшего по маршруту «Петровка-Одесса» с составом, гружённым углем, следовавшим из Белгород-Днестровского в Арциз, тогда погибло 14 человек, в том числе двое детей, и 8 человек госпитализированы, водитель в катастрофе выжил.

## Ход событий
ДТП произошло 12 октября 2010 года утром около 09:25 на 116-м километре перегона Никополь—Марганец линии Кривой Рог — Запорожье. По данным ведомств[каких?], автобус БАЗ А079.04 «Эталон» 2003 г.в. (гос. номерной знак АЕ 5761 АА), в котором находились 52 пассажира, двигаясь по маршруту городская поликлиника — село Городище (посёлок на окраине Марганца), выехал на железнодорожный переезд на запрещающий сигнал светофора (попеременно мигающие красные огни), где с ним столкнулся электровоз ВЛ8-1583, двигавшийся в момент удара со скоростью 82 км/ч по маршруту Никополь — Марганец — Канцеровка. Локомотив протащил автобус вдоль пути до полной остановки около 300 метров. В кабине локомотива находились три машиниста-инструктора, жители города Никополь — Александр Могильный (управлял локомотивом), Владимир Череп и Юрий Косов.
Версия, что водитель маршрутки Николай Гречко пропустил едущую электричку и не заметил, как сразу за ней ехал локомотив, который ехал не по расписанию, ложная, так как в это время электричек не было, и видимость была достаточная. Владелец маршрутки был осужден на 5 лет.

## Резонанс
Сюжет о катастрофе на Украине был показан многими телеканалами мира. О событии сообщили ведущие информационные агентства. Премьер-министр Украины Николай Азаров уже заявил об ужесточении правил пассажирских перевозок в стране. 13 октября объявлено на Украине днём траура. Например, были изменены программы передач не только украинских телеканалов, но и международных версий российских телеканалов, транслировавшихся через кабельные сети (в частности, вместо «Давай поженимся» был показан фильм о трагической судьбе Николая Ерёменко). Первый вице-премьер-министр Украины Андрей Клюев возглавил штаб по ликвидации последствий аварии, расследованию причин и помощи пострадавшим и их семьям. Президент Украины Виктор Янукович побывал на месте столкновения пассажирского автобуса и локомотива в Днепропетровской области и встретился с родственниками погибших. Президент России Дмитрий Медведев выразил готовность оказать любую необходимую помощь пострадавшим. Позднее один из выпусков программы «Главная дорога», выходившей на НТВ, был посвящён правилам поведения водителя в подобных ситуациях.

## Предшествующие обстоятельства
В то же утро, 12 октября 2010 года около 07:50 утра вблизи станции Канцеровка на линии Кривой Рог — Запорожье произошло столкновение грузового поезда с трактором, выехавшим на железнодорожный переезд на запрещающий сигнал светофора. Тракторист погиб, трактор был разбит. Локомотив поезда тоже был при этом столкновении повреждён до такой степени, что потребовалась его замена. И именно в связи с этим со станции Никополь сюда отправился резервный электровоз — тот самый ВЛ8-1583.

## Аналогичная авария на следующий день
Несмотря на то, что сюжет о катастрофе был широко освещён в новостях, на следующий день, 13 октября в 20:58, аналогичная катастрофа произошла на переезде в селе Тарасовка под Киевом: автомобиль «скорой помощи», вёзший беременную женщину в роддом, выехал на закрытый охраняемый железнодорожный переезд и был сбит локомотивом пассажирского поезда Киев — Трускавец. Находившиеся в машине беременная женщина и её муж, а также врач погибли. Водитель «скорой помощи» остался жив.